# Papiri di Saffo
I papiri di Saffo sono un insieme di papiri, pergamene e ostraka ritrovati nell'Egitto greco-romano: sono stati scritti da Saffo e sono sia testi particolarmente adatti per uno studio sulle modalità di conservazione di questi documenti già nel mondo antico, sia per i ritrovamenti e le successive scoperte effettuate. Essi permettono infatti di cogliere varie sfaccettature sulla società, dal momento che il lavoro di archeologi e di papirologi nelle zone di Menfi, del Fayum, di Ossirinco e infine di Ermopoli ha portato alla luce reperti di notevole interesse sia per aspetti riguardanti la cultura che la vita socio-economico-amministrativa di queste zone.

## Autrice

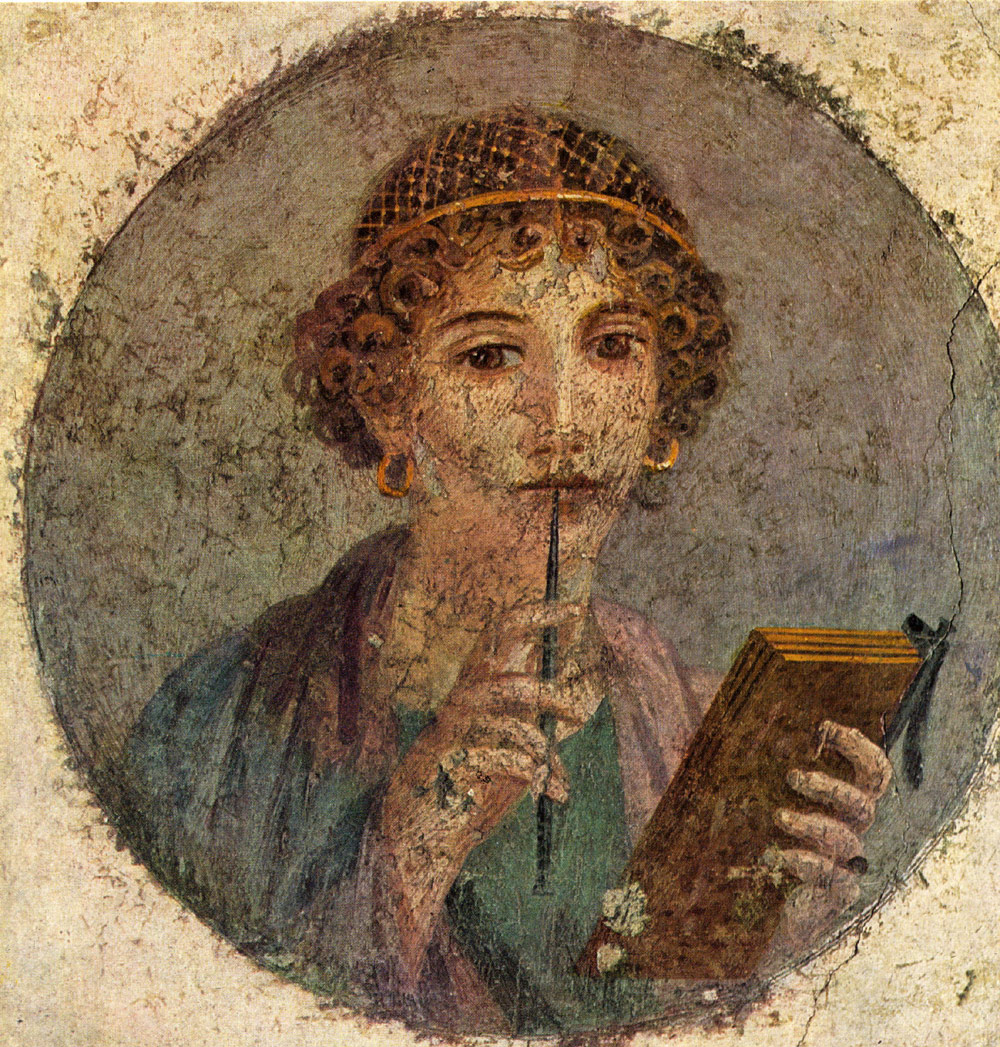
Dipinto pompeiano di Saffo

Saffo, denominata anche Decima Musa, era nata a Ereso, nell'isola di Lesbo verso il 650 a.C. Rimasta orfana di padre ancora bambina, aveva sposato un ricco possidente originario di Andro, di nome Cercila, da cui aveva avuto una figlia di nome Cleis. Successivamente Saffo, a Mitilene, aveva istituito il tiaso, un'associazione culturale sacra ad Afrodite, alle Muse e alle Cariati: un ambiente raffinato, elegante, in cui le ragazze si potevano esercitare nella danza, nel canto, suonavano la lira, intrecciavano ghirlande, e forse partecipavano anche a gare di bellezza. Si articolava come una educazione iniziatica che preludeva a unioni matrimoniali fra le ragazze della cerchia e nobili personaggi. Ma il tiaso era anche un microcosmo di emozioni: era animato dallo stupore della bellezza e dalla gelosia causata dal distacco nel momento in cui una ragazza abbandonava il gruppo per potersi sposare.

## I luoghi di ritrovamento dei testi
Nel territorio dell'Egitto greco-romano il clima secco, il territorio desertico e non popolato, aveva permesso che i papiri di Saffo non venissero danneggiati per intero.
Le modalità per le quali i documenti erano stati riportati alla luce erano varie e non sempre dovute alla volontà degli antichi di preservare i loro propri testi.
Per esempio la circostanza singolare per cui i papiri provenienti dalla città di Ossirinco, oggi chiamata Bahnsa, erano stati ritrovati nelle discariche, sottolinea come questi manufatti non siano sopravvissuti perché ben conservati dai loro proprietari, ma siano invece piuttosto quelli che essi avevano pensato di gettare via. Diverso il discorso invece per i papiri seppelliti nelle tombe che, già nella volontà degli antichi, dovevano sopravvivere alla stessa scomparsa del defunto, accompagnandolo nella vita ultraterrena. Inoltre proprio a Ossirinco era stato ritrovato il maggior numero di testi attribuiti a Saffo.
Invece i territori del Fayum, di Ermopoli e di Memfi, offrivano un numero limitato di testi attribuiti alla poetessa: nel Fayum era stata ritrovata una pergamena conservata a Berlino e un papiro conservato a Vienna, a Memfi un solo papiro e nella zona di Ermopoli un solo papiro.
In ogni caso, tutti questi testi avevano dovuto resistere alle tempeste di sabbia, agli scarafaggi, e alle materie organiche in decomposizione, per cui era evidente che essi si presentassero spesso mutili di intere sezioni di testo, logorati in molte parti, abrasi in superficie, tanto da risultare quasi illeggibili.

### Papiri di Ossirinco
| Testi               | Data    | Materiale | Supporto scrittura |
| ------------------- | ------- | --------- | ------------------ |
| P. Oxy. I 7         | 200-299 | Papiro    | Rotolo             |
| P. Oxy. II 220      | 100-150 | Papiro    | Rotolo             |
| P. Oxy. III 424     | 200-299 | Papiro    | Rotolo             |
| P. Oxy. IX 1173     | 200-299 | Papiro    | Codice             |
| P. Oxy. X 1231      | 100-199 | Papiro    | Rotolo             |
| P. Oxy. X 1232      | 200-299 | Papiro    | Rotolo             |
| P. Oxy. X 1234      | 150-199 | Papiro    | Rotolo             |
| P. Oxy. XI 1356     | 200-299 | Papiro    | Codice             |
| P. Oxy. XV 1787     | 100-299 | Papiro    | Rotolo             |
| P. Oxy. XVII 2076   | 1-199   | Papiro    | Rotolo             |
| P. Oxy. XXI 2288    | 1-199   | Papiro    | Rotolo             |
| P. Oxy. XXI 2289    | 100-199 | Papiro    | Rotolo             |
| P. Oxy. XXI 2291    | 200-299 | Papiro    | Rotolo             |
| P. Oxy. XXI 2292    | 100-199 | Papiro    | Rotolo             |
| P. Oxy. XXI 2293    | 100-199 | Papiro    | Rotolo             |
| P. Oxy. XXI 2294    | 100-199 | Papiro    | Rotolo             |
| P. Oxy. XXIII 2357  | 100-199 | Papiro    | Rotolo             |
| P. Oxy. XXIX 2506   | 1-199   | Papiro    | Rotolo             |
| P. Oxy. LXXI 4820   | 100-199 | Papiro    | Rotolo             |
| P. Oxy. LXXXII 5291 | 200-299 | Papiro    | Codice             |

## Cronologia dei ritrovamenti dei testi
I carmi di Saffo erano stati raccolti dai filologi alessandrini tra il III e il II secolo a.C. in un'edizione da cui dipendevano sia i testi ritrovati su papiro sia le citazioni di brani di varia estensione ad opera di scrittori dell'età ellenistica e romana: citazioni che costituivano quella tradizione indiretta su cui si era venuta costruendo l'immagine tradizionale della poetessa in età moderna fino a tutto l'Ottocento, prima cioè che le scoperte papiracee rivoluzionassero la conoscenza della lirica eolica.
L'arco di tempo in cui successivamente erano stati ritrovati i testi era molto esteso e ricopriva un periodo tra il III secolo a.C. e il VII secolo d.C. La fortuna della Decima Musa prosegue ancora oggi: lo studio e la ricerca sui testi continua infatti negli anni successivi alle scoperte dei vari documenti, e ciò permette di trarre molte informazioni relative ai luoghi, ai tempi e al modo in cui venivano scritti e utilizzati tutti i testi. 

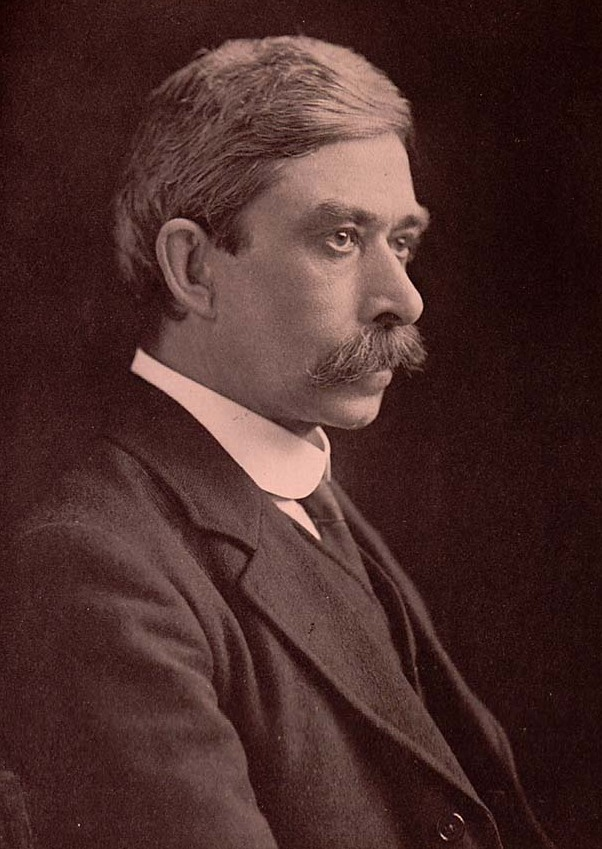
Bernard Pyne Grenfell fotografato da Elliot & Fry

Molti tra questi testi erano stati ritrovati grazie agli scavi archeologici effettuati da Bernard Pyne Grenfell e Arthur Surridge Hunt, che nel 1896/7 avevano dato inizio ai loro primi scavi a Ossirinco: la prima spedizione era avvenuta nel 1896/1897 tra le montagne di rifiuti della zona, rivelatesi ricche di documenti, tra cui molti attribuiti a Saffo; la seconda spedizione era avvenuta nel 1903, per poi continuare con la terza stagione di scavo nel 1903/1904 in cui non avevano ottenuti grandi risultati. La quarta stagione di scavo era avvenuta nel 1904/1905, la quinta stagione nel 1905/1906 nel centro del sito; infine la sesta stagione di scavo era iniziata nel 1906/1907: molti dei documenti ritrovati erano stati poi pubblicati tra i Papiri di Ossirinco.
Successivamente nel 1909 era iniziata un'altra stagione di scavo guidata dall'Università di Oxford, ma interrotta poi a causa dello scoppio della prima guerra mondiale. Dopo un periodo di pausa, nuovi scavi iniziavano nel 1941 guidati da Edgar Lobel e durati fino al 1971.
A Memfi, il primo a recarvisi per effettuare degli scavi era stato Flinders Petrie nel 1909: principalmente erano scoperte architettoniche, ma si cercavano anche dei frammenti di testi attribuiti a Saffo. Successivamente questi scavi erano stati continuati da Clarence S. Fisher, che aveva scavato dal 1915 al 1919, e poi dal 1921 al 1923. Tra le diverse scoperte, quella riguardante il papiro attribuito a Saffo era stato trovato nella zona del Serapeo di Memfi, tra le molte petizioni indirizzate al re o ai suoi funzionari, di corrispondenza privata e di resoconti di sogni, tutto in mano a Tolomeo figlio di Glaucia.
Nel Fayum erano stati ritrovati una pergamena recante un testo di Saffo, attribuito al periodo 100-199 d.C. e un papiro attribuito al 25-75 d.C. Le prime ricerche erano quelle effettuate da J. J. Rifaud nel 1823/24, da K. R. Lepsius nel 1843, e nel 1862 da Luigi Vassalli, con lo scopo di ritrovare le meraviglie viste da Erodoto nel suo viaggio in Egitto e da Strabone. Lo stesso Petrie si era recato nel Fayum nel 1888, ma i suoi scavi si erano limitati alla zona del tempio. L'Istituto di Papirologia dell'Università di Firenze nel 1964/65 aveva condotto un lavoro nell'area centro-meridionale del sito.
Kom Medinet Ghoran si trovava a Nord-Ovest, e P. Jouguet aveva deciso di intraprendere uno scavo nel 1901. Diverse erano le strutture rinvenute attorno a una piazza, tutte in buono stato di conservazione. Nella necropoli adiacente, nelle tombe, i cartonnages delle mummie erano di papiro e avevano restituito circa 300 papiri greci. Tutti questi scavi erano stati studiati parzialmente e in modo sommario, senza dare troppa attenzione, come si poteva vedere dalla brevità, scarsità, o anche assenza delle pubblicazioni.
Nel territorio di Ermopoli la prima spedizione avveniva nel 1887 con Petrie e Griffith, e aveva avuto come risultato il ritrovamento di alcune tombe a nord di Minia, dove poi vi aveva lavorato anche G. W. Fraser; più a sud, due sepolture e un’altra tomba ritrovata nel 1919 da G. Lefebvre. Ma Tehneh era un sito in cui era possibile ritrovare anche documenti archeologici, numismatici e papirologici, che fornivano informazioni utili allo studio dei testi di Saffo, e in cui nel 1901/02 Reinach aveva riscoperto gli archivi di Dionisio, uno dei molti abitanti di Ermopoli. Inoltre diverse erano le spedizioni tra il 1902 e il 1939, e non tutte avevano dato ottimi risultati.

## All'interno dei papiri di Saffo
L'Egitto greco-romano offriva un ricco e prosperoso panorama riguardante le odi della poetessa Saffo: odi tramandate dai numerosi papiri, pergamene e ostraka, letti e apprezzati anche secoli dopo la sua nascita. Una gamma di emozioni che si potevano leggere e interpretare nei numerosi documenti ritrovati: i suoi testi venivano ricopiati dagli alunni a scuola, come esercitazione per imparare a scrivere e per allenare la propria ortografia; veniva anche ricopiata dagli scribi, per ottenere da parte di committenti un'edizione elegante da conservare nelle biblioteche oppure come regalo a qualcuno, per dilettarsi nella lettura di opere della poetessa. La ricopiatura delle odi aveva interessato anche diverse donne, alcuni papiri presentavano una calligrafia minuta, precisa.
Molti esemplari presentavano degli errori grammaticali, a indicare un alunno che si era approcciato da poco alla scuola e alla scrittura. Si potevano trovare anche delle correzioni, apportate in fase di rilettura, oppure da parte di un insegnante. La grande quantità di papiri, pergamene e ostraka attribuiti all'ambito della scuola, testimoniava la moltitudine di alunni che vi si recavano nell'Egitto greco-romano.
Una nota di attenzione alla tematica che caratterizzava la sensibilità della Decima Musa: la tematica dell'amore, accompagnata da un lirismo puro e una sensibilità femminile. L'amore non era mai separato dalla funzione nel tiaso, ovvero era principalmente paideutica e inserita in una cornice religiosa. Anche tra i papiri ritrovati nell'Egitto greco-romano, diversi erano i volumi che racchiudevano tra le loro pagine odi d'amore.
καὶ, γελαίσας ἰμέροεν, τό μ’ ἦ μὰν καρδίαν ἐν στήθεσιν ἐπτόαισεν
ὠς γὰρ <ἔς> σ’ ἴδω βρόχε’ ὤς με φώνησ’ οὐδὲν ἔτ’ εἴκει,ἀλλὰ καμ μὲν γλῶσσα ἔαγε, λέπτον δ’ αὔτικα χρῷι πῦρ ὐπαδεδρόμακεν, ὀππάτεσσι δ’ οὐδἒν ὄρημμ’, ἐπιβρόμεισι δ’ ἄκουαι,
εκὰδε μ’ ἴδρως κακχέεται, τρόμος δὲ παῖσαν ἄγρει, χλωροτέρα δὲ ποίας ἔμμι, τεθνάκην δ’ ὀλίγω ‘πιδεύης φαίνομ’ ἔμ’ αὔτᾳι.
ἀλλὰ πὰν τόλματον, ἐπεὶ καὶ πένητα»
a te e vicino ascolta te che dolcemente parli
e ridi un riso che suscita desiderio. Questa visione veramente mi ha turbato il cuore nel petto: appena ti guardo un breve istante, nulla mi è più possibile dire,
ma la lingua mi si spezza e subito un fuoco sottile mi corre sotto la pelle e con gli occhi nulla vedo e rombano le orecchie
e su me sudore si spande e un tremito mi afferra tutta
e sono più verde dell’erba e poco lontana da morte sembro a me stessa.
Ma tutto si può sopportare, poiché...»
(Saffo, Ode della Gelosia, Saffo Poesie, 128-129, trad. di F. Ferrari)